# Natchitoches
 Ovo je glavno značenje pojma Natchitoches. Za druga značenja pogledajte Natchitoches (razdvojba).
Natchitoches, pleme istoimene konfederacije (Natchitoches) koje pripada jezičnoj porodici Caddoan Indijanaca i jedna su od tri labave Caddo konfederacije. Ovo pleme kroz povijest poznato je i kao Natchitoches, Nachitoch, Nachitos, Nacitos, Naketosh i Natsytos, a svoje ime daju i savezu u kojem su činili vodeće pleme. Natchitochesi su živjeli u području rijeke Red River u Louisiani, a u kasnom 17 stoljeću nalazimo jedno njihovo selo i među Kadohadachima na ekstremnom sjeveroistoku Teksasa na Red Riveru (tzv. Upper Natchitoches) na mjestu današnjeg okruga Bowie. U 19. stoljeću dio preživjelih Natchitochesa iz Louisiane pridružuje se ostacima ostalih dviju konfederacija, a otuda s njima odlaze na rezervat Brazos River u okrugu Young. Godine 1858. Caddo grupe preseljene su na Indijanski Teriotorij, današnja Oklahoma, gdje i danas žive njihovi potomci.

## Vanjske poveznice
- Natchitoch Indian Tribe